# Master (college)
Master é a denominação tradicional para o diretor de um colégio em Oxford e Cambridge. Para uma diretora é usado o termo Mistress. Em alguns colégios (por exemplo o King’s College (Cambridge), o Queen’s College (Oxford) ou o Queens’ College (Cambridge)) outra denominação é usada, por exemplo Warden, Provost ou também President (nos casos denominados simplesmente porque uma denominação como Master of Kings não soa bem). 
O cargo é tradicional e elevado no âmbito da hierarquia colegial, sendo ocupado normalmente por pesquisadores de alto gabarito. O poder de fato é limitado, variando de caso a caso de acordo com os estatutos do colégio. Na maioria dos casos trata-se de um primus inter pares.
Um papel importante é sua participação nas cerimônias de encerramento em Cambridge, nas quais na maior parte dos casos ele representa o vice-reitor da universidade.